# Al Dhakira al Khasba
Al Dhakira al Khasba (àrab: الذاكرة الخصبة, Aḏ-ḏākira al-ẖaṣiba, ‘La memòria fèrtil’), comercialitzat internacionalment com Fertile Memory, és una pel·lícula documental palestina del 1980 dirigida per Michel Khleifi en el que va suposar el seu debut com a director. La durada de la pel·lícula és de 100 minuts.

## Argument
La pel·lícula és un docudrama, és a dir, un documental cinematogràfic, sobre la vida de dues dones, concretament Farah Hatoum, la tia de Michel Khleifi, que és vídua, mare i àvia i viu amb els seus nets, i l'escriptora palestina Sahar Khalifeh. Per representar la lluita de les dones palestines a la seva terra, la pel·lícula ens situa en dos mons paral·lels de dues dones palestines que lluiten contra la societat patriarcal, però amb realitats allunyades, tot i que viuen en una mateixa terra. Pel que fa a l'escriptora Sahar Khalifeh, té una altra experiència amb la societat dominada pels homes de Cisjordània. En ambdós casos, les dues dones viuen una doble injustícia, una per l'ocupació i una altra per la societat patriarcal. Malgrat els diferents llocs, la seva causa per a la llibertat i la restauració de la dignitat humana és la mateixa.

## Producció
La pel·lícula es considera un salt quàntic en el cinema palestí després dels documentals produïts per l'Organització per a l'Alliberament de Palestina. La crítica la veu com una pel·lícula fundadora d'un nou gènere cinematogràfic palestí. Pel que fa al cinema àrab, és considerada una de les poques pel·lícules serioses que posa les dones al centre. En expressar una qüestió humanitària de primer grau, la pel·lícula constitueix un punt d'inflexió en el cinema palestí i l'establiment d'un nou cinema palestí per a un cinema palestí modern que crea un ésser humà de carn i ossos.

## Premis
Fou estrenada a la Setmana Internacional dels Crítics de la 34è Festival Internacional de Cinema de Canes. La pel·lícula va guanyar el Premi de la Crítica Àrab al Festival de Cinema de Cartago l'any 1980.